# ألمسا (تفني)
ألمسا هي إحدى مشيخات المملكة المغربية، تتبع جغرافيا لإقليم أزيلال وإداريًا لتفني. يقدر عدد سكانها بـ 2422 نسمة حسب الإحصاء الرسمي للسكان والسكنى لسنة 2004.